# 黄影
黄 影（おう えい、1992年 - ）は中国の女子ビーチバレー選手。江蘇省南通市出身。
広州市で開催された2010年アジア競技大会のビーチバレー競技に岳園とのペアで出場するが、決勝で中国の薛晨と張希のペアに敗れ銀メダルとなった。